# Arshak Karapetyan
Arshak Karapetyan (en armenio: Արշակ Կարապետյան; Ereván, 6 de febrero de 1967) es un militar armenio, general de división de las Fuerzas Armadas de Armenia, quien se desempeñó como Ministro de Defensa de Armenia.

## Biografía
Karapetyan nació el 6 de febrero de 1967 en Ereván, en la entonces República Socialista Soviética de Armenia. Entre 1984 y 1989 estudió en Rusia en el Colegio Naval Superior de Kaliningrado, y entre 1994 y 1997 estudió en la Academia Militar Frunze de las Fuerzas Armadas de Rusia, de donde se graduó con medalla de oro. En 2006 tomó un curso militar en la Universidad de York (Reino Unido) y en 2008 tomó un curso en la Academia Militar de las Fuerzas Armadas Rusas. También, en 2011 asistió a cursos en la Escuela Harvard Kennedy.
Por algunos años antes de la caída de la Unión Soviética sirvió en la Armada Soviética. Así mismo, entre 1993 y 2018 sirvió en las Fuerzas Armadas de Armenia. Anteriormente se desempeñó como jefe del departamento de inteligencia del Estado Mayor de las Fuerzas Armadas, pero fue destituido de este puesto en 2016 debido a deficiencias en la inteligencia de las fuerzas armadas en el conflicto de Nagorno-Karabaj de 2016. Tiene el rango de mayor general.
De 2018 a 2021 fue asesor del primer ministro Nikol Pashinián. Del 13 de abril al 20 de julio de 2021 fue Primer Subjefe del Estado Mayor de las Fuerzas Armadas de Armenia. El 20 de julio de 2021, por decisión del Primer Ministro Nikol Pashinián, fue nombrado Primer Viceministro de Defensa, y Ministro de Defensa Encargado, para el 2 de agosto del mismo año ser ratificado como Ministro de Defensa titular. Fue destituido del cargo el 15 de noviembre del mismo año.